# Hipermetropía
La hipermetropía es un defecto ocular de refracción que consiste en que los rayos de luz inciden en el ojo humano, convergiendo detrás de la retina, formando de esta manera el foco o imagen. Es debida casi siempre a que el ojo es muy corto en su eje ántero-posterior.
Es un defecto muy frecuente, aunque no es progresivo ni tiene repercusiones graves. Se trata mediante el uso de lentes compensadoras convergentes o convexas y/o se corrige con cirugías refractivas a base de rayos láser. La hipermetropía, la miopía y el astigmatismo son los principales defectos de refracción o ametropías. La magnitud de este defecto se mide en dioptrías positivas.

## Síntomas
Una persona con hipermetropía tiene problemas de visión a distancias cortas, pudiendo ver con mayor claridad a distancias lejanas. El ojo no puede enfocar objetos situados más cerca de una determinada distancia, denominada punto próximo o punto cercano. En una persona adulta joven sin defectos ópticos, el punto cercano se sitúa a 25 cm del ojo. En un hipermétrope el punto cercano se desplaza a mayores distancias.
Los niños hipermétropes no suelen presentar disminución de agudeza visual, pues compensan el déficit mediante la acomodación (cambio de forma del cristalino). El continuo esfuerzo de acomodación puede producirles dolor de cabeza, fatiga visual (astenopia acomodativa) o retrasos en el aprendizaje.
En los adultos, los síntomas característicos consisten en dificultad para la visión próxima, por ejemplo para poder leer, y con el paso de los años se afecta también la visión lejana.

## Tratamiento
Se puede tratar mediante el uso de gafas con lentes correctoras convexos o positivas o con lentes de contacto.
El tratamiento quirúrgico puede hacerse actuando sobre la córnea con láser (LASIK, LASEK o PRK), extrayendo el cristalino y sustituyéndolo por una lente intraocular, o implantando una lente intraocular especial (ICL) sin extraer el cristalino. Se corrige con una lente convergente, que hace que el foco de la combinación de la
lente y el cristalino se sitúe en la retina.